# Juniperus zanonii

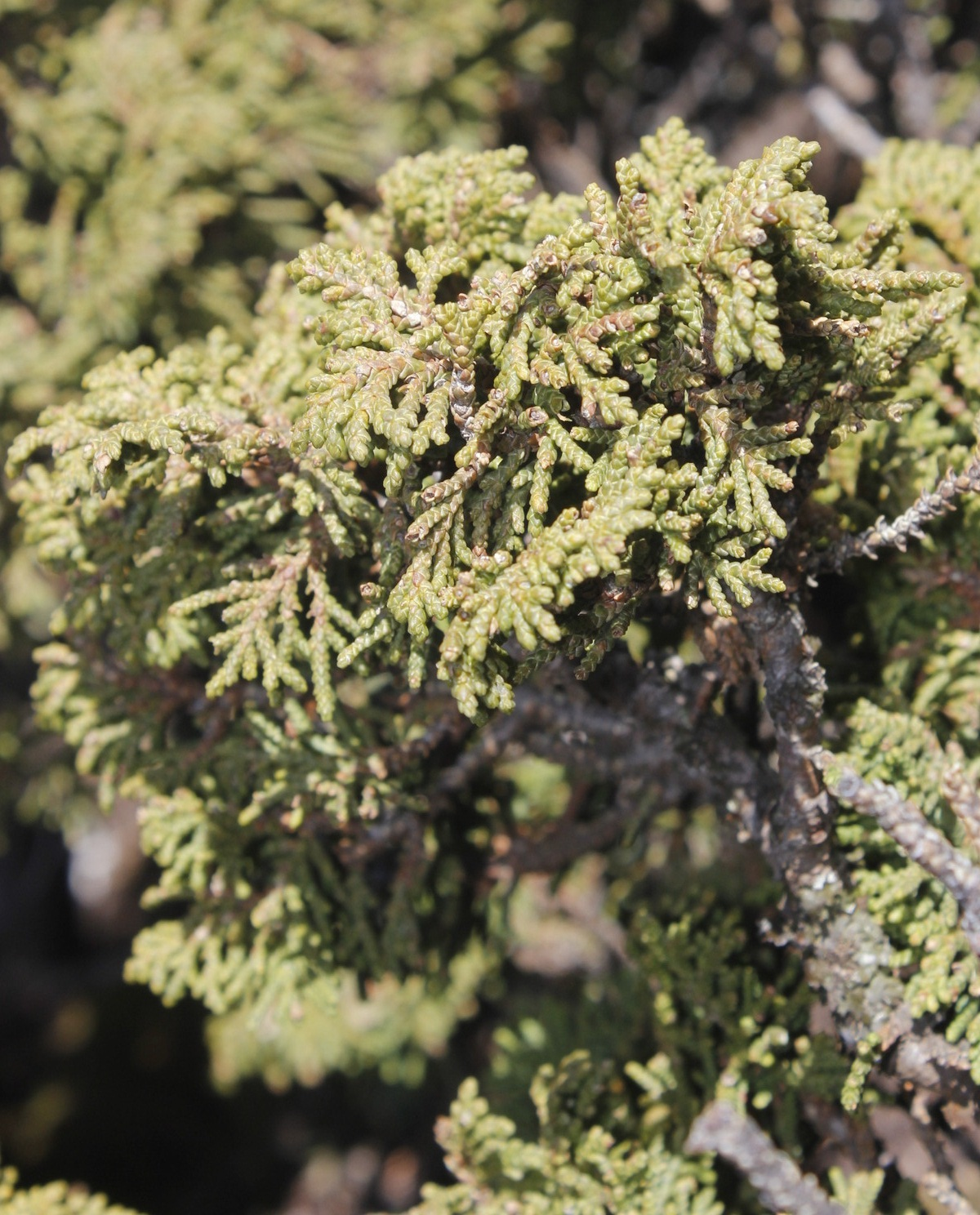
Detalle de las hojas

El enebro azul (Juniperus zanonii) es una planta endémica de las montañas del noreste de México, perteneciente al género Juniperus, de la familia de las cupresáceas.

## Descripción y distribución
Juniperus zanonii es un arbusto nativo de las zonas de clima alpino del noreste de México; en particular, crece cerca de las cimas del Cerro El Potosí y el Cerro de la Viga, sobre suelo calizo y al cobijo de Pinus culminicola. Su tronco, frecuentemente torcido y ramificado desde la base, tiene una corteza fibrosa y rasgada. Sus ramas son extendidas, distribuidas irregularmente y de aspecto tortuoso. Las minúsculas hojas tienen forma de escama; las hojas secas son persistentes. Los conos, de color azul oscuro o violáceo al madurar, son globosos y menores a 1 cm de diámetro.

## Taxonomía
Juniperus zanonii fue descrita en 2010 por Robert Phillip Adams en Phytologia 92(1): 112.
En 2007, Adams había estudiado los enebros alpinos del noreste de México, identificándolos erróneamente como J. monticola f. compacta, especie que crece en la alta montaña del Eje Neovolcánico. Las dos especies son muy similares visualmente; se diferencian por su zona de distribución, su hábito, la corteza más áspera y las glándulas ovaladas de J. zanonii, mientras que J. monticola f. compacta presenta corteza suave en las ramillas y glándulas elongadas. Genéticamente, J. zanonii forma un clado con J. saltillensis.

### Etimología
Juniperus: variante gráfica de iuniperus, nombre latino del enebro
zanonii: epíteto dado en honor al botánico estadounidense Thomas A. Zanoni

### Sinonimia
- Juniperus compacta (Martínez) R.P.Adams [mal atribuido]